# Mrljane
Mrljane so naselje na Hrvaškem, ki upravno spada pod občino Pašman Zadrske županije.
Mrljane, ki ga sestavljajo trije zaselki ležijo okoli 3 km severozahodno od mesta Pašman. Zaseleka: Mrljne in Travarica ležita okoli 0,8 km od obale, zaselek Cimera pa leži ob zalivčku Taline na obali Pašmanskega kanala. V zaselku Mrljane, ki se v starih listinah prvič omenja leta 1343 kot Mergliane stoji cerkev sv. Ante Padovanski.

## Demografija
| Pregled števila prebivalcev po letih | Pregled števila prebivalcev po letih | Pregled števila prebivalcev po letih | Pregled števila prebivalcev po letih | Pregled števila prebivalcev po letih | Pregled števila prebivalcev po letih | Pregled števila prebivalcev po letih | Pregled števila prebivalcev po letih | Pregled števila prebivalcev po letih | Pregled števila prebivalcev po letih | Pregled števila prebivalcev po letih | Pregled števila prebivalcev po letih | Pregled števila prebivalcev po letih | Pregled števila prebivalcev po letih | Pregled števila prebivalcev po letih |      |
| ------------------------------------ | ------------------------------------ | ------------------------------------ | ------------------------------------ | ------------------------------------ | ------------------------------------ | ------------------------------------ | ------------------------------------ | ------------------------------------ | ------------------------------------ | ------------------------------------ | ------------------------------------ | ------------------------------------ | ------------------------------------ | ------------------------------------ | ---- |
| 1857                                 | 1869                                 | 1880                                 | 1890                                 | 1900                                 | 1910                                 | 1921                                 | 1931                                 | 1948                                 | 1953                                 | 1961                                 | 1971                                 | 1981                                 | 1991                                 | 2001                                 | 2011 |
| 101                                  | 0                                    | 119                                  | 118                                  | 111                                  | 224                                  | 261                                  | 286                                  | 395                                  | 368                                  | 316                                  | 264                                  | 202                                  | 311                                  | 224                                  | 258  |